# Egnasia bomboschi
Egnasia bomboschi là một loài bướm đêm trong họ Noctuidae.